# Zyginopsis glavogutta
Zyginopsis glavogutta är en insektsart som först beskrevs av Teiso Esaki och Ito 1954.  Zyginopsis glavogutta ingår i släktet Zyginopsis och familjen dvärgstritar. Inga underarter finns listade i Catalogue of Life.